# Burnaia helicochorda
Burnaia helicochorda (M.C. Miller, 1988) è un mollusco nudibranchio della famiglia Facelinidae. È l'unica specie nota del genere Burnaia.